# Château Bas de Lintach
Le château Bas, ou château Neuf est un des deux châteaux du village de Lintach appartenant à la commune de Freudenberg dans le Haut-Palatinat en Bavière. Ce château a été construit au XVIIe siècle à une centaine de mètres du château Haut.
Il est inscrit à la liste des monuments protégés de Bavière.

## Histoire

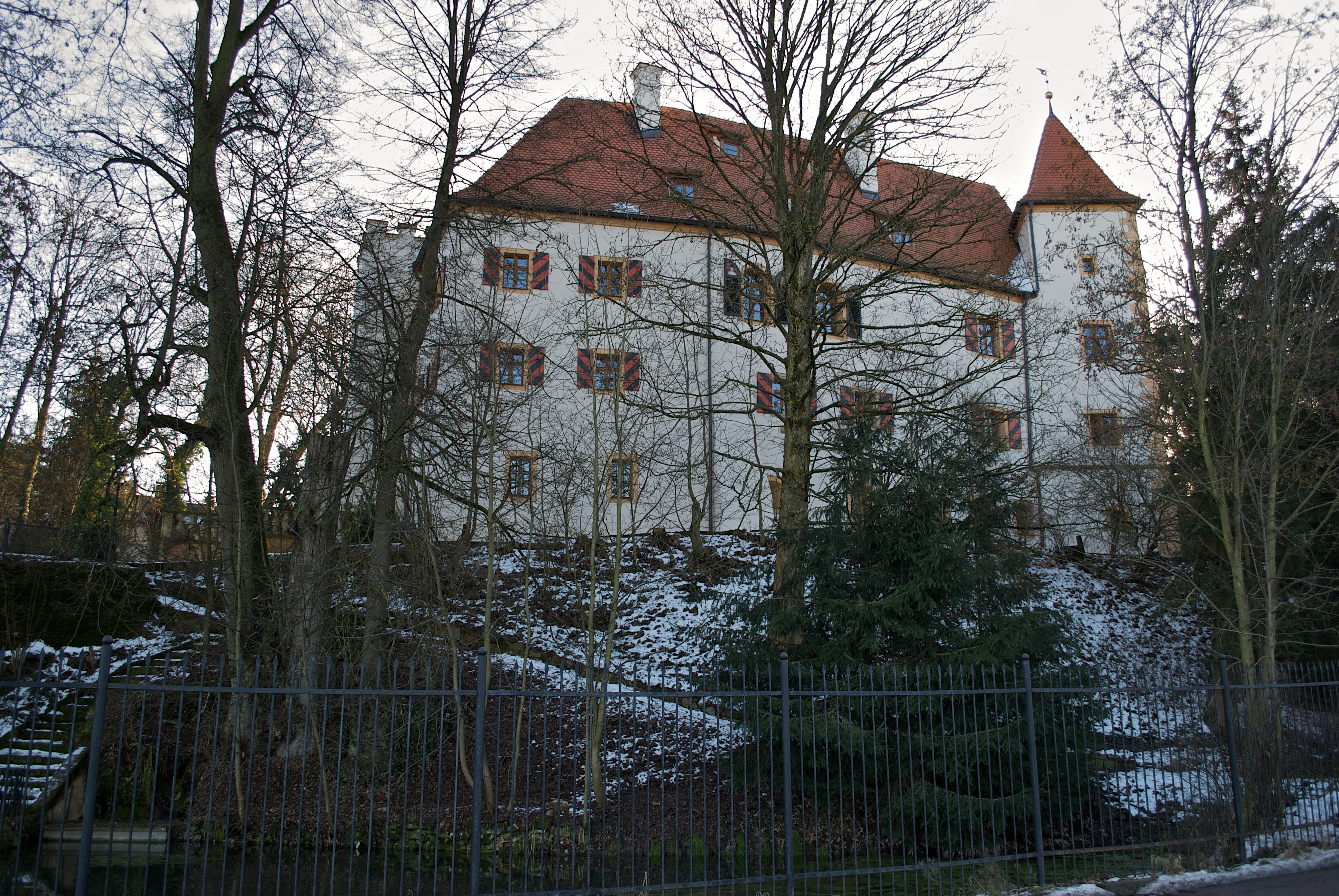
Façade à Noël.

Ce château a été construit au début du XVIIe siècle et a appartenu pendant trois siècles à partir de 1625 à la famille aristocratique franconienne des Lochner von Hüttenbach.
Autrefois, les propriétaires respectifs du château pouvaient choisir le pasteur de la paroisse parmi trois pasteurs par la loi de patronage. Le dernier pasteur à avoir été choisi par ce droit fut le pasteur Pröls. Le dernier noble propriétaire du château, le baron von Frauenberg, a annulé ce droit avant de vendre le château à un simple citoyen de Lintach.
M. Ulrich Schmid, d'Amberg, a acheté le château Bas en 2002 et l'a restauré tout en retrouvant l'aspect historique du jardin d'honneur.

## Description
Le château doit son aspect actuel à la restauration continue après un incendie intervenu en 1931. Ses deux ailes de trois étages encadrent une petite cour intérieure. L'ensemble est entouré de  douves. 